# Richard Shirreff

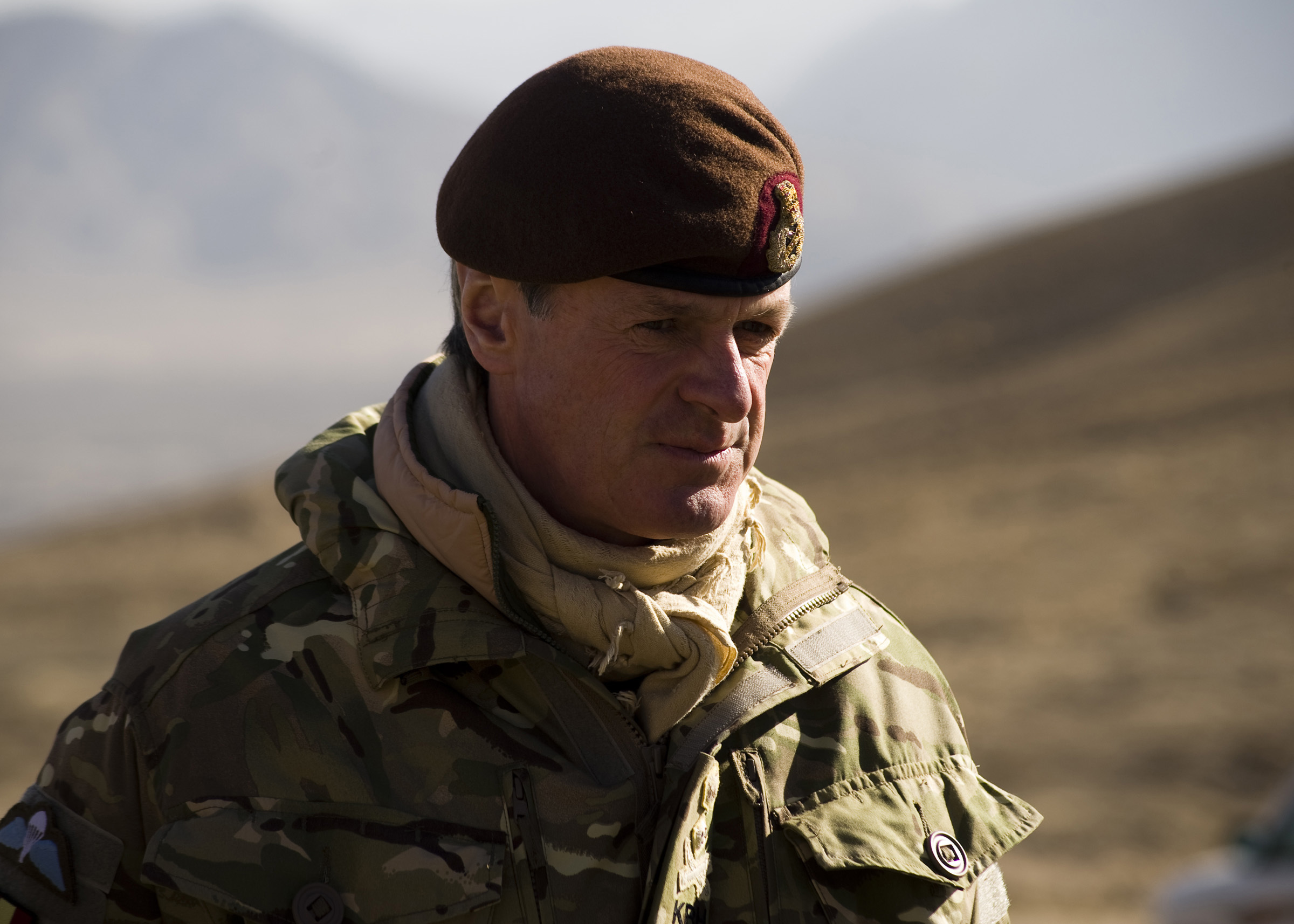
Sir Richard in Afghanistan (2011)

Sir Alexander Richard David Shirreff, KCB, CBE (* 21. Oktober 1955 in Kenia) ist ein britischer General im Ruhestand und Autor. 

## Leben
Shirreff wurde am 9. Mai 2003 zum Generalmajor befördert und wurde Stabschef des Land Command. 2005 wurde er Kommandeur der 3. Division, die im Juli 2006 als HQ Multinational Division South East im Irak eingesetzt wurde. Im Januar 2007 wurde er zum Kommandeur des  multinationalen NATO-Korps Allied Rapid Reaction Corps (ARRC) ernannt und am 13. Dezember dieses Jahres zum Generalleutnant befördert. Von 2011 bis 2014 war er, als Full General, Deputy Supreme Commander NATO Europe.
Im März 2014 wurde er in den Ruhestand versetzt. Nachfolger auf seinem Posten als Deputy Supreme Commander NATO Europe wurde Adrian Bradshaw.
Richard Shirreff war von 2012 bis 2017 Colonel of the Regiment der King’s Royal Hussars. 

## Werk
- 2017 - War with Russia: an urgent warning from senior military command. Coronet, London 2016, ISBN 978-1-4736-3225-7.